# Jim French
Jim French (Pseudonym Rip Colt; * 14. Juli 1932; † 15. Juni 2017 in Palm Springs) war ein US-amerikanischer Fotograf, Filmproduzent und Autor. Er war Mitgründer der Colt Studio Group.

## Leben
French wurde in den Vereinigten Staaten geboren. Nach seiner Schulzeit studierte French von 1950 bis 1954 an der Philadelphia Museum School of Art in Philadelphia. Von 1955 bis 1957 stand French im aktiven Dienst der United States Army, nachdem er zuvor zwei Jahre als Reservist gedient hatte. Anschließend ging French nach New York City, wo er als Modezeichner arbeitete. Er gründete zusammen mit einem Bekannten aus Armeezeiten den Versandhandel Luger, über den er in den 1960er Jahren Bilder und Zeichnungen homoerotischer Kunst verkaufte. French veröffentlichte als Autor mehrere Bücher mit Fotoaufnahmen und Zeichnungen.
Nachdem sein Geschäftspartner Frenchs Anteile an Luger aufgekauft hatte, gründete er 1967 gemeinsam mit Lou Thomas in New York das Unternehmen Colt Studio. French hatte zuvor knapp ein Jahr an den Zeichnungen und Fotografien für das neue Unternehmen gearbeitet. Zunächst vertrieb auch Colt Zeichnungen und Fotografien als Versandhandel. Nach 15 Jahren in New York beschloss French 1972 nach Kalifornien umzuziehen, wohin er bis dahin wegen des guten Wetters und der Vielzahl an verfügbaren Models oft gereist war. Ende 1972 erschien dann sein erster Aktbildband "Man", eines der ersten Fotobücher mit homoerotischen Vollakten überhaupt. 1974 kaufte er die Firmenanteile seines Geschäftspartners Lou Thomas an Colt Studio, dessen Firmensitz er ebenfalls nach Kalifornien, ins San Fernando Valley verlegten.
French verkaufte 2003 das Unternehmen Colt Studio an die Firma Prowest Media, die John Rutherford – dem ehemaligen Präsidenten der Falcon Studios – und dessen Lebensgefährten Tom Settle gehört. 2005 wurde er mit der Aufnahme in die Hall of Fame der GayVN Awards geehrt.

## Aufnahme in den kunsthistorischen Kanon
Frenchs Mänerakte fanden bereits 1979 Eingang in das bahnbrechende Werk "Der männliche Akt. Ideal und Verdrängung in der europäischen Kunstgeschichte" von Margaret Walters, der ersten wissenschaftlichen Abhandlung, die künstlerische Darstellungen des nackten Mannes seriös und ernsthaft untersuchte. Ihr Urteil: Seine Fotografien behandelten "den männlichen Akt mit Takt, Sympathie und Phantasie", sie seien ein Manifest gegen das gedankenlose Vorurteil, dass nur Frauen schön sein könnten.

## Werke
- Man. New York 1972, LCCN 73-174051
- Another Man. State of Man, New York 1974, LCCN 74-162966
- Jim French Men.
- Quorum. State of Man, New York 1976, LCCN 76-044031
- The Art of Jim French. State of Man, Studio City 1989, ISBN 0-96-250370-3.
- Opus Deorum. State of Man, Studio City 1992, ISBN 1-88-077705-3.
- The Art of the Male Nude.